# 石香炉
石香炉，因其色泽莹白温润如玉而别称玉香炉，是位于福建省福州市罗源县碧里乡廪头村昭佑王宫内的一个元代石刻，1980年被列入首批罗源县文物保护单位。
石香炉制造于元朝至正六年（1346年）四月，叶蜡石材质，高1.4米，由炉身、炉座构成，炉座高0.94米，分为3层，上有浮雕图案，炉身上刻有建造年代的字样。